# Flora kopalna
Flora kopalna – zbiór gatunków roślin, rosnących w przeszłości na określonym obszarze, w pewnym okresie geologicznym, stwierdzonych na podstawie badań paleobotanicznych: szczątków roślin, skamieniałości (najczęściej odcisków i ośródek), zachowanych w utworach geologicznych.
Do najlepiej poznanych flor kopalnych w Polsce należy zespół roślin lądowych z późnokarbońskich bagnisk węglotwórczych z Górnego Śląska i Zagłębia Dąbrowskiego, okolic Wałbrzycha i Nowej Rudy oraz z rejonu Lubelszczyzny.